# Camilla Baginskaite
Camilla Baginskaite (Vilnius, 24 de Fevereiro de 1967, é uma Grande Mestra de Xadrez lituano-estadunidense e professora de xadrez.
Quando tinha 15 anos, se tornou a mais jovem campeã da Lituânia e em 1986 terminou em segundo lugar o Campeonato do mundo de xadrez júnior em Gausdal, perdendo para Ildiko Madl. Ela venceu este torneio no ano seguinte, em Baguio e por esta conquista recebeu o título de WIM. Em 1996, conheceu Alex Termolinsky durante a Olimpíada de Xadrez de 1996 em Yerevan.  Eles se casaram e mudaram para São Francisco, nos EUA.
No ano 2000, ela venceu o Campeonato Nacional Estadunidense junto com Elina Groberman.  Como Camilla venceu Elina no match de desempate, se qualificou para disputar o Campeonato Mundial Feminino de Xadrez que seria disputado no ano seguinte em Moscou.  Seu resultado no torneio foi o melhor de uma enxadrista estadunidense desde que este foi estabelecido em 1927.
Camilla participou também das Olimpíadas de xadrez de 1994 e 1996 pela Lituânia no primeiro tabuleiro e 2000 pelos EUA novamente no primeiro tabuleiro.  Nas olimpíadas de 200 ela jogou no segundo tabuleiro e em 2006 foi reserva da equipe estadunidense.